# Veronika Tóbiás
Veronika Tóbiás, née le 21 juin 1967 à Esztergom et morte le 27 décembre 2020, est une haltérophile hongroise.

## Carrière
Veronika Tóbiás est médaillée de bronze à l'arraché, à l'épaulé-jeté et au total en plus de 82,5 kg aux Championnats du monde d'haltérophilie 1988 à Jakarta. Elle est médaillée de bronze à l'arraché en moins de 82,5 kg aux Championnats du monde d'haltérophilie 1992 à Varna.
Elle remporte aux Championnats d'Europe d'haltérophilie la médaille de bronze au total en plus de 82,5 kg en 1988 à Saint-Marin et en 1990 à Santa Cruz de Tenerife, la médaille d'argent au total en moins de 82,5 kg en 1991 à Varna. Aux Championnats d'Europe d'haltérophilie féminine 1995 à Beer-Sheva, elle est médaillée d'or à l'arraché et médaillée d'argent à l'épaulé-jeté ainsi qu'au total dans la catégorie des plus de 83 kg.